# Modulación de banda lateral única
Modulación de banda lateral única (BLU) o (SSB) (del inglés Single Side Band) es una evolución de la AM.
La banda lateral única es muy importante para la rama de la electrónica básica ya que permite transmitir señales de radio frecuencia que otras modulaciones no pueden transmitir.
En la transmisión en amplitud modulada se gasta la mitad de la energía en transmitir una onda de frecuencia constante llamada onda portadora, y solo un cuarto en transmitir la información de la señal moduladora —normalmente voz— en una banda de frecuencias por encima de la portadora. El otro cuarto se consume en transmitir exactamente la misma información, pero en una banda de frecuencias por debajo de la portadora. Es evidente que ambas bandas laterales son redundantes, bastaría con enviar una sola. Y la portadora tampoco es necesaria.
Por medio de filtros colocados en el circuito de transmisión, el transmisor BLU elimina la portadora y una de las dos bandas. El receptor, para poder reproducir la señal que recibe, genera localmente —mediante un oscilador— la portadora no transmitida, y con la banda lateral que recibe, reconstruye la información de la señal moduladora original.
Un ejemplo de emisor/receptor BLU es el BITX.

## Ventajas y desventajas de la BLU
La superioridad tecnológica de la banda lateral única sobre la amplitud modulada reside en esa necesidad de gastar solo un cuarto de la energía para transmitir la misma información. En contrapartida, los circuitos de transmisores y receptores son más complejos y más caros.
Otra ventaja de esta modulación sobre la AM estriba en que la potencia de emisión se concentra en un ancho de banda más estrecho, normalmente 2,4 kilohercios, por lo tanto, es muy sobria en el uso de las frecuencias, permitiendo más transmisiones simultáneas en una banda dada. Como principal desventaja podemos citar su pobreza en la calidad del sonido si la comparamos con la AM. Otra desventaja es que si la frecuencia de sintonía del receptor estuviera desplazada levemente respecto a la del transmisor, en ocasiones puede ser inaudible. Un ejemplo es el uso del modo de AM en la banda aeronáutica.
La modalidad de mayor uso es la USB (banda lateral superior, del inglés Upper Side Band). Por razones históricas, en el servicio de radioaficionados para frecuencias por debajo de 10,7 MHz se transmite solo la banda lateral inferior (LSB), y por encima, solo la banda lateral superior (USB). La LSB también se utiliza en las comunicaciones marítimas.

## Banda lateral independiente
En el pasado, cuando se empleaba la onda corta para la transmisión de comunicaciones telefónicas, se utilizaba un procedimiento particular de este tipo de modulación, denominado banda lateral independiente (BLI).
Se basaba en la utilización de dos moduladores, que funcionaban con la misma portadora. A cada uno de ellos se aplicaba como señal moduladora dos canales telefónicos previamente multiplexados en frecuencia.
Finalmente, de los productos de modulación de un modulador se seleccionaba la banda lateral superior y del otro la banda lateral inferior y se suprimía la portadora. Con ello se enviaba al transmisor la información correspondiente a cuatro canales telefónicos, 2 por cada banda lateral.

## Modulación de banda lateral vestigial
La modulación de banda lateral vestigial (en inglés Vestigial Side Band (VSB)), es un tipo de modulación analógica lineal que consiste en filtrar parcialmente una de las dos bandas laterales resultantes de una modulación en doble banda lateral o de una modulación de amplitud.
Esta técnica se utiliza en la transmisión de la componente de luminancia en los sistemas PAL, SECAM y NTSC de televisión en color analógica. La banda lateral que es parcialmente filtrada constituye un vestigio de la banda lateral original y porta habitualmente del 5 % al 10 % de la potencia total transmitida, mejorando la relación señal/ruido en las bajas frecuencias de la señal moduladora.
Las principales ventajas de este sistema son:
- Reducido el ancho de banda con respecto a la modulación en amplitud de doble banda lateral (DSB-LC)
- Uso de demoduladores síncronos de modulación en amplitud para la demodulación.
- No requiere de filtros con características tan abruptas de respuesta en frecuencia.

## BLU como una técnica de codificación de voz
BLU también se puede adaptar al desplazamiento de frecuencia de banda base y la inversión de frecuencia.
Esta característica se utilizaron, en combinación con otras técnicas de filtrado, durante la Segunda Guerra Mundial como método sencillo para el cifrado de conversaciones Telefónicas entre los EE. UU. y Reino Unido pero fueron interceptadas y "descifradas" por los alemanes. De hecho, las señales podrían ser entendidas directamente por personal cualificado.
Hoy en día, estas técnicas de codificación son fáciles de descifrar utilizando sencillos métodos y ya no se consideran seguras.